# Selidosema obscura
Selidosema obscura är en fjärilsart som beskrevs av Barend J. Lempke 1970. Selidosema obscura ingår i släktet Selidosema och familjen mätare. Inga underarter finns listade i Catalogue of Life.